# É verdade esse bilete

O bilhete original

"É verdade esse bilete" é um meme da Internet que surgiu a partir de uma frase presente ao final de um bilhete escrito por Gabriel Lucca, de 5 anos, para sua mãe, Geovana Santos, na tentativa de faltar à escola no dia seguinte. A professora de sua sala, Paula Renata Robardelli, mais conhecida como Tia Paulinha, publicou o bilhete nas redes sociais no dia 22 de agosto de 2018, que logo ficou popular na Internet.

## Origem
Gabriel Lucca, de 5 anos e morador de Bocaina, São Paulo, escreveu um bilhete para sua mãe, Geovana Santos, falsamente atribuído a sua professora, Paula Renata Robardelli, conhecida como Tia Paulinha. O bilhete dizia que não haveria aula em sua escola no dia seguinte, pois "poderia ser feriado" e, no final, dizia: "É verdade esse bilete"  [sic]. O bilhete foi escrito porque Gabriel queria assistir à nova temporada de um desenho animado que seria lançada naquele dia, em vez de ir à escola. Geovana mandou uma mensagem via WhatsApp para Paulinha com o bilhete, que postou a imagem no Facebook no dia 22 de agosto de 2018.
Segundo a professora, Gabriel tem o costume de mandar bilhetes para os amigos e para a família, e relata que ele é exemplar na sala de aula.
| “ | Ele solta várias 'pérolas', é demais. É uma criança extremamente inteligente e a criatividade dele ao escrever o bilhete e ainda colocar 'é verdade' no final... Foi engraçado demais! —Paula Robardelli | ” |

## Popularidade
Após sua publicação nas redes sociais, o bilhete começou a viralizar na Internet. O meme consiste em escrever uma mensagem falsa, finalizando-a com "é verdade esse bilete". Empresas como a Netflix participaram do meme, além de outros perfis famosos. Foi criada também a hashtag #bilete no Instagram que, até 29 de agosto de 2018, tinha mais de duas mil postagens. O R7 disse que esse era um dos maiores memes do ano de 2018. O meme foi um dos mais pesquisados do ano, segundo o Google.
Devido ao meme, Gabriel foi convidado para conhecer o Estádio de Morumbi e recebeu um bilhete do futebolista Nenê. No dia 2 de setembro de 2020, Gabriel e Geovanna participaram do Encontro com Fátima Bernardes. Foi revelado que a mãe tatuou a frase em seu braço.